# Principato vescovile di Coira
Il principato vescovile di Coira (in tedesco Chur bischöfliches Fürstentum, in latino Episcopatus Ac Principatus Curiensis), fu uno Stato facente parte del Sacro Romano Impero (aveva il 51° voto nella Dieta) e, finché ciò ebbe un senso, del Regno di Germania, situato fra i Grigioni e l'odierna provincia di Bolzano, da non confondere con la più vasta Diocesi di Coira sulla quale il principe-vescovo esercitava solo l'autorità spirituale spettante ad un ordinario presule. Ebbe una lunga durata: dal 1170 al 15 febbraio 1803.

## Storia
La diocesi di Coira si era estesa fin dai suoi inizi sui territori dell’antica provincia romana della Rezia. L’aver mantenuto una base linguistica latina in un mondo germanizzato le diede una funzione di ponte culturale e la possibilità di espandersi in varie direzioni, monetizzando al massimo il controllo dei fondamentali passi alpini del Lucomagno e del Settimo verso la valle del Reno e la Maloja verso il Danubio. L’imperatore ebbe dunque interesse a riconoscere il potere anche temporale del vescovo locale per tirarlo dalla sua parte nella lotta per le investiture.
Il XIII secolo fu il periodo di massimo potere del principe vescovo, i cui possedimenti spaziavano dai territori italofoni della Mesolcina e della Maloja fino a est alla Val Venosta e al Vorarlberg. La pressione degli Asburgo e la crescita dei feudi locali si sovrapposero o disgregarono poi il potere vescovile, una tendenza cui si opposero più efficacemente gli abitanti che nella seconda metà del Trecento crearono le leghe grigie, le quali un secolo dopo si unirono nella Repubblica delle Tre Leghe, la quale soppiantò il vescovo in ogni potere residuo nei fatti, entrando addirittura nella nomina dello stesso.
Nel 1367, fu costituita la Lega Caddea tra i membri del capitolo della cattedrale, la città di Coira, i ministeriali del vescovo e di diverse giurisdizioni del principato vescovile quando l'allora vescovo Petr Jelito (c. 1356–1368), risiedente a Vienna presso la corte degli Asburgo, fu sospettato di voler vendere il principato vescovile alla Casa d'Asburgo. Petr divenne vescovo di Litomyšl nel 1368 e arcivescovo di Magdeburgo nel 1371. Nel 1392, il principe-vescovo Hartmann II von Werdenberg-Sargans (c. 1388–1416) divenne il capo nominale della Lega. La Lega Grigia fu fondata nel 1395 in risposta a varie faide tra il vescovado di Coira e i suoi vassalli, ovvero i baroni di Belmont, i baroni di Vaz, i baroni di Sax, i baroni di Rhäzüns, i conti di Werdenberg, i baroni di Matsch, gli abati dell'abbazia di Disentis e altri. Con il Concordato di Vienna del 1448 fu concesso ai canonici del capitolo della cattedrale di poter eleggere il vescovo diocesano. Nel 1524, entrambe le leghe confluirono poi nell'alleanza delle Tre Leghe da cui si sarebbe originato il Canton Grigioni. Le Tre Leghe, di fatto una repubblica governata da aristocratici locali, rimasero parte del Sacro Romano Impero fino al 1798, ma dal 1497 erano alleate della Vecchia Confederazione Svizzera. Sia la lega sia l'alleanza limitarono ulteriormente il potere dei principi-vescovi.
La Riforma protestante giustificò anche legalmente la situazione, e gli articoli di Ilanz riconobbero il governo del territorio alle Tre Leghe, garantendo però la sussistenza del principato accordando al vescovo la sovranità sui suoi palazzi, a Coira e in Val Venosta. La sussistenza del principato, che in quanto Stato batteva regolarmente moneta, divenne d’interesse degli Asburgo, che attraverso il vescovo cattolico e imperiale cercavano una sponda per interessarsi della politica grigionese. Solo con il Reichsdeputationshauptschluss questa istituzione ecclesiastica di origine medievale venne secolarizzata.